# LBQS 1429-008
LBQS 1429-008 ou QQQ J1432-0106 est le premier quasar triple découvert, où les trois quasars sont bien physiques (ils ne sont pas des images liées à une lentille gravitationnelle). Il a été premièrement observé en 1963 par Maarten Schmidt à l'observatoire de Palomar puis le quasar principal (QSO B1429-008A) sera découvert en 1989 par Paul Hewett. Le triple quasar, quant à lui, sera découvert en 2007 par une équipe américaine en utilisant le VLT et le télescope Keck I. Ce groupe se situe dans la constellation de la Vierge et, selon les estimations du décalage vers le rouge de ce groupe, il se situerait à 10,5 milliards d'années-lumière de la Terre.

## Structure de LBQS 1429-008
Le groupe de LBQS 1429-008 est constitué de trois quasars (QSO B1429-008A, QSO B1429-008B et QSO B1429-0053C) ainsi que 10 galaxies orbitant le triple quasar ([FAG2003] 3, [FAG2003] 4, [FAG2003] VR2, [FAG2003] VR1, [FAG2003] 7, [FAG2003] 6, [FAG2003] VR3, [FAG2003] 1, [FAG2003] 2). Tous ces objets sont liés gravitationnellement. Vus depuis la Terre, ils sont espacés de 25 arcsec.

## Caractéristiques de LBQS 1429-008
Lors de la découverte, l'équipe analysera les données du Keck I, les données de la ligne d'émission Mg II ont été utilisées pour déterminer la vitesse de la chute libre de QSO B1429-008B et QSO B1429-0053C vers QSO B1429-008A, les deux quasars chutent à une vitesse de 1 000 km/s. Les images en proche infrarouge du Keck I ont révélé que le triple quasar produit une lentille gravitationnelle qui déforme la lumière de ses compagnons (les galaxies satellites),. Ces images ont aussi montré que les pôles du quasar QSO B1429-0053C sont orientés vers la Terre, cette orientation montre que le disque d'accrétion ne gênera pas les mesures de masse ou même du jet de ce dernier. Les mesures de la masse se feront avec le VLT de l'ESO, la méthode de calcul sera celle de la dispersion des vitesses, les proches images de QSO B1429-0053C montrent que la vitesse de rotation à 50 kpc de ce dernier impliquent une masse du CBH supérieure à 10 000 000 M☉,. Une étude de ce triple quasar faite avec la caméra NICMOS du télescope spatial Hubble a montré que QSO B1429-008A crée une lentille très puissante qui a pour effet de doubler la luminosité de QSO B1429-008B. L'équipe chargée du HST s'est donc intéressée à QSO B1429-008B. L'équipe essayera d'estimer la masse de QSO B1429-008B avec la méthode de la relation M-sigma, les résultats seront très flous mais l'équipe du HST pense que le CBH de QSO B1429-008B possède une masse assez similaire à celle de QSO B1429-008C, une masse supérieure ou égale à 10 000 000 M☉. Pendant cette étude de QSO B1429-008B, les scientifiques s'apercevront que la lentille de QSO B1429-008A semble un peu décalée par rapport à ce dernier, il s'agirait donc d'une lentille produite par QSO B1429-008A et par un halo de matière noire entourant QSO B1429-008A. Pour estimer la masse de QSO B1429-008A, les scientifiques utiliseront l'effet de lentille produit par ce dernier, pour éviter que la lentille de la matière noire fausse les résultats, ils scruteront la lentille de QSO B1429-008A de près. Au vu de la lentille, le CBH de QSO B1429-008A aurait une masse inférieure ou égale à 1 000 000 000 M☉, cette méthode reste cependant très peu fiable.